# Кшимув (гміна)
Гміна Кшимув (пол. Gmina Krzymów) — сільська гміна у північно-західній Польщі. Належить до Конінського повіту Великопольського воєводства.
Станом на 31 грудня 2011 у гміні проживало 7511 осіб.

## Територія
Згідно з даними за 2007 рік площа гміни становила 92.68 км², у тому числі:
- орні землі: 67.00%
- ліси: 24.00%

Таким чином, площа гміни становить 5.87% площі повіту.

## Населення
Станом на 31 грудня 2011:
| Опис     | Загалом | Загалом | Чоловіки | Чоловіки | Жінки | Жінки |
| -------- | ------- | ------- | -------- | -------- | ----- | ----- |
| одиниця  | осіб    | %       | осіб     | %        | осіб  | %     |
| все      | 7511    | 100     | 3676     | 48.94    | 3835  | 51.06 |
| міське   | 0       | 100     | 0        |          | 0     |       |
| сільське | 7511    | 100     | 3676     | 48.94    | 3835  | 51.06 |

## Сусідні гміни
Гміна Кшимув межує з такими гмінами: Владиславув, Косьцелець, Крамськ, Старе Място, Тулішкув.